# فرخ آهی
فرخ آهی (زادهٔ ۱۵ مرداد ۱۳۳۳) که با نام هنری التون آهی نیز شناخته می‌شود، آهنگساز، تنظیم‌کننده، تهیه‌کنندهٔ موسیقی و سازندهٔ موسیقی فیلم ایرانی مقیم لس‌آنجلس است.

## زندگی
فرخ آهی در پانزدهم مرداد ۱۳۳۳ در تهران متولد شد. وی در رشتهٔ معماری در دانشگاه کالیفرنیای جنوبی (USC) تحصیل کرد و با فرامرز آصف و اردشیر فرح همکلاس بود. ضمن مخالفت بسیار خانواده، در همان سنین حرفهٔ موسیقی را دنبال کرد. اولین تجربهٔ آهی در این زمینه، نواختن درامز در یک گروه آر اند بی آمریکایی بود. در سال‌هایی که سبک دیسکو تازه به معروفیت رسیده‌بود، به‌عنوان مشاور ضبط و دی‌جی با کمپانی‌های معروفی که در کالیفرنیا، نیویورک و موناکو فعالیت داشتند، همکاری کرد تا جایی‌که در سال ۱۹۷۷، به‌عنوان دی‌جی سال انتخاب شد. اولین آلبوم وی به‌نام «Destination» در سبک دیسکو بود که با همکاری اردشیر فرح در اکتبر ۱۹۷۸ منتشر شد.
آهی در سن ۱۶ سالگی، آلبوم «دیار» را برای شهرام شب‌پره تهیه و تنظیم کرد که از اولین آلبوم‌های تولیدشده در پس از انقلاب بود و موفقیت‌های بسیاری را برای هردوی آن‌ها در پی داشت.
فرخ آهی ضمن تجربیاتی که از مارکت و ژانر دیسکو در سال‌های ابتدایی فعالیتش کسب کرد، نوآوری‌های بسیاری را در مارکت ایرانی پدید آورد. وی به‌عنوان آهنگساز و تنظیم‌کننده با خوانندگان پاپ ایرانی چون ویگن، مارتیک، شاهرخ، شهرام شب‌پره، مرتضی، ستار، لیلا فروهر، شهره، اندی، کوروس، سوزان روشن و… در کالیفرنیا همکاری داشته‌است. وی همچنین به‌عنوان آهنگساز فیلم در هالیوود نیز فعال است. موسیقی فیلم «میراث‌دار: افسانه عمر خیام» (به‌کارگردانیِ کیوان مشایخ) از جمله کارهای او در زمینه موسیقی فیلم است.
یکی از معروف‌ترین آثار وی، «طنینِ صلح» با ترانه‌ای از لیلا کسری (هدیه) بود که به‌بهانهٔ پایانِ جنگ ایران و عراق، توسط گروهی از خوانندگان ایرانی در لس‌آنجلس اجرا شد.

## آثار

### موسیقی فیلم
- میراث‌دار: افسانه عمر خیام

### آهنگسازی و تنظیم
| خواننده            | نام ترانه           | ترانه‌سرا                           | آهنگساز                | تنظیم                                 |
| ------------------ | ------------------- | ---------------------------------- | ---------------------- | ------------------------------------- |
| معین               | طنینِ صلح            | لیلا کسری (هدیه)                   | فرخ آهی                | فرخ آهی                               |
| مرتضی              | طنینِ صلح            | لیلا کسری (هدیه)                   | فرخ آهی                | فرخ آهی                               |
| فتانه              | طنینِ صلح            | لیلا کسری (هدیه)                   | فرخ آهی                | فرخ آهی                               |
| اندی               | طنینِ صلح            | لیلا کسری (هدیه)                   | فرخ آهی                | فرخ آهی                               |
| کوروس              | طنینِ صلح            | لیلا کسری (هدیه)                   | فرخ آهی                | فرخ آهی                               |
| ابی                | با تو               | ژاکلین                             | فرخ آهی                | فرخ آهی                               |
| ابی                | خونه                | ژاکلین                             | فرخ آهی                | فرخ آهی                               |
| اندی و کوروس       | ما همه ایرونی هستیم | ژاکلین                             | ژاکلین                 | فرخ آهی                               |
| اندی و کوروس       | بوسه                | همایون هوشیارنژاد                  | فرخ آهی و اندی         | فرخ آهی                               |
| اندی               | عشقِ اول             | همایون هوشیارنژاد و پاکسیما زکی‌پور | سیاوش قمیشی            | فرخ آهی                               |
| اندی               | پری شهر قصه         | پاکسیما زکی‌پور                     | فرخ آهی                | اندی                                  |
| اندی               | یکدونه دختر         | پاکسیما زکی‌پور                     | فرخ آهی                | اندی                                  |
| اندی               | جسور                | پاکسیما زکی‌پور                     | فرخ آهی                | اندی                                  |
| اندی               | صحرایی              | لیلا کسری (هدیه)                   | فرخ آهی                | فرخ آهی                               |
| اندی               | سلام عاشقونه        | لیلا کسری (هدیه)                   | فرخ آهی                | فرخ آهی                               |
| اندی               | طنین صلح            | لیلا کسری (هدیه)                   | فرخ آهی                | فرخ آهی                               |
| اندی و بیژن مرتضوی | عید شما مبارک       | بیژن سمندر                         | ناصر چشم‌آذر            | فرخ آهی                               |
| بیژن مرتضوی        | دنیای من            | یلدا                               | بیژن مرتضوی            | فرخ آهی                               |
| کوروس              | آخه نیستی عاشق      | لیلا کسری (هدیه)                   | فرخ آهی                | فرخ آهی                               |
| کوروس              | تو                  | لیلا کسری (هدیه)                   | فرخ آهی                | اندی، کوروس و فرخ آهی                 |
| کوروس              | آتیش                | لیلا کسری (هدیه)                   | فرخ آهی                | اندی، کوروس و فرخ آهی                 |
| کوروس              | نمیای               | لیلا کسری (هدیه)                   | فرخ آهی                | اندی، کوروس و فرخ آهی                 |
| فرزان              | عیدی من یادت نره    | شایا تجلی                          | امیر قدیانی            | فرخ آهی                               |
| آرتوش هاریتونیان   | چمدون               |                                    |                        | فرخ آهی و فیروزه افشار                |
| آرتوش هاریتونیان   | عاشق                |                                    |                        | فرخ آهی و فیروزه افشار                |
| آرتوش هاریتونیان   | دل ورپریده          |                                    |                        | فرخ آهی و فیروزه افشار                |
| آرتوش هاریتونیان   | گل یاس              |                                    |                        | فرخ آهی و فیروزه افشار                |
| آرتوش هاریتونیان   | سازش                |                                    |                        | فرخ آهی و فیروزه افشار                |
| آرتوش هاریتونیان   | عهد                 |                                    |                        | فرخ آهی و فیروزه افشار                |
| حباب               | بیقرار عشق          | لیلا کسری (هدیه)                   | فرخ آهی                | فرخ آهی                               |
| حباب               | نه                  | لیلا کسری (هدیه)                   | فرخ آهی                | فرخ آهی                               |
| حباب               | شکوفه               | لیلا کسری (هدیه)                   | فرخ آهی                | فرخ آهی                               |
| حباب               | زمونه               | همایون هوشیارنژاد                  | فرخ آهی                | فرخ آهی                               |
| حباب               | حباب                | همایون هوشیارنژاد                  | فرخ آهی                | فرخ آهی                               |
| حباب               | نت‌های موسیقی        | فرخ آهی                            | فرخ آهی                | فرخ آهی                               |
| سوزان روشن         | قمار باز            | پاکسیما زکی‌پور                     | فرخ آهی                | فرخ آهی                               |
| سوزان روشن         | دل دیوونه           | فرشاد افشار                        | فرخ آهی و فرشاد افشار  | فرخ آهی                               |
| سوزان روشن         | آریا                | سوزان روشن و پاکسیما زکی‌پور        | شهرام شهرابی           | فرخ آهی                               |
| سوزان روشن         | نفهمیدم نفهمیدم     | سوزان روشن                         | فرخ آهی و سوزان روشن   | فرخ آهی                               |
| سوزان روشن         | خاتون               | سوزان روشن                         | فرخ آهی و سوزان روشن   | فرخ آهی                               |
| سوزان روشن         | شاهزاده             | پاکسیما زکی‌پور                     | میلاد                  | فرخ آهی                               |
| سوزان روشن         | دلبری               | پاکسیما زکی‌پور                     | محلی                   | فرخ آهی                               |
| سوزان روشن         | قصر سفید            | همایون هوشیارنژاد                  | بازسازی                | فرخ آهی                               |
| مهران عبدشاه       | قصر سفید            | همایون هوشیارنژاد                  | بازسازی                | فرخ آهی                               |
| سیاوش شمس          | مال منی             | لیلا کسری (هدیه)                   | فرخ آهی                | فرخ آهی                               |
| سیاوش شمس          | دختر ایرونی         | لیلا کسری (هدیه)                   | فرخ آهی                | فرخ آهی                               |
| سیاوش شمس          | ناز نکن             | لیلا کسری (هدیه)                   | فرخ آهی                | بیژن قادری                            |
| سیاوش شمس          | قهر و آشتی          | لیلا کسری (هدیه)                   | فرخ آهی                | فرخ آهی                               |
| سیاوش شمس          | نگو کیه             | لیلا کسری (هدیه)                   | فرخ آهی                | فرخ آهی                               |
| سیاوش شمس          | همسایه‌ها            | لیلا کسری (هدیه)                   | فرخ آهی                | فرخ آهی                               |
| سیاوش شمس          | هوار هوار           | محلی                               | کوروش یغمایی           | فرخ آهی                               |
| ستار               | شناسنامه            | ژاکلین                             | فرخ آهی                | فرخ آهی و فیروزه افشار                |
| ستار               | هموطن               | پژمان باقری                        | پژمان باقری            | فرخ آهی و فیروزه افشار                |
| ستار               | همسرم               | ژاکلین                             | فرخ آهی                | فرخ آهی و فیروزه افشار                |
| ستار               | عمو زنجیرباف        | فرخ آهی                            | فیروزه افشار           | فرخ آهی و فیروزه افشار                |
| ستار               | گذشته‌ها             | ژاکلین                             | فرخ آهی                | فرخ آهی و فیروزه افشار                |
| ستار               | تک خال              | هدی کردباغ                         | فرخ آهی                | فیروزه افشار                          |
| ستار               | عزیز دُردونه         | لیلا کسری (هدیه)                   | فرخ آهی و فیروزه افشار | فیروزه افشار                          |
| ستار               | تلفن                | هدی کردباغ                         | فرخ آهی                | فرخ آهی                               |
| ستار               | دختر کدخدا          | لیلا کسری (هدیه)                   | فرخ آهی و سیامک مجد    | فرخ آهی                               |
| ستار               | فلسفه عشق           | هدی کردباغ                         | فرخ آهی                | فیروزه افشار                          |
| ستار               | همیشه عشق           | لیلا کسری (هدیه)                   | فرخ آهی                | فیروزه افشار                          |
| ستار               | دخترم               | فریدون علیخانی                     | فرخ آهی                | فرخ آهی                               |
| شاهرخ              | پدر                 | شهرام شب‌پره                        | شهرام شب‌پره            | فرخ آهی                               |
| شاهرخ              | خبرچین              | ایرج رزمجو                         | فرخ آهی                | فرخ آهی                               |
| شهرام شب‌پره        | مسافر               | جهانبخش پازوکی                     | جهانبخش پازوکی         | فرخ آهی                               |
| شهرام شب‌پره        | اون کیه             | شهرام شب‌پره                        | شهرام شب‌پره            | فرخ آهی و فیروزه افشار                |
| شهرام شب‌پره        | دوماد               | شهرام شب‌پره                        | شهرام شب‌پره            | فرخ آهی                               |
| شهرام شب‌پره        | دل                  | شهرام شب‌پره                        | شهرام شب‌پره            | فرخ آهی                               |
| شهرام شب‌پره        | طناز                | شهرام شب‌پره                        | شهرام شب‌پره            | فرخ آهی                               |
| شهرام شب‌پره        | دلبر                | شهرام شب‌پره                        | شهرام شب‌پره            | فرخ آهی                               |
| شهرام شب‌پره        | Flip                | Flip                               | Flip                   | فرخ آهی                               |
| شهرام شب‌پره        | Gimmie Gimmie       | Gimmie Gimmie                      | Gimmie Gimmie          | فرخ آهی                               |
| شهرام صولتی        | ستاره               | اردلان سرفراز                      | پرویز مقصدی            | فرخ آهی                               |
| شهره صولتی         | نسوزی               | همایون هوشیارنژاد                  | مهرداد آسمانی          | فرخ آهی                               |
| لیلا فروهر         | شمیم                | فریدون علیخانی                     | امیر آرام              | فرخ آهی                               |
| لیلا فروهر         | همسفر               | همایون هوشیارنژاد                  | حسن شماعی‌زاده          | فرخ آهی                               |
| مارتیک             | ای عشق              | علی نظری                           | آندرانیک               | فرخ آهی و فیروزه افشار                |
| مارتیک             | نهایت               | اردلان سرفراز                      | آندرانیک               | فرخ آهی و فیروزه افشار                |
| مارتیک             | غنیمته              | اردلان سرفراز                      | آندرانیک               | فرخ آهی و فیروزه افشار                |
| مارتیک             | تورو یادم نمیره     | ژاکلین                             | فرخ آهی                | فرخ آهی و فیروزه افشار                |
| مارتیک             | خدا عاشقت کنه       | زویا زاکاریان                      | مارتیک                 | فرخ آهی و فیروزه افشار                |
| مرتضی              | قطار قطار           | همایون هوشیارنژاد                  | مرتضی                  | فرخ آهی                               |
| مرتضی              | جنگ                 | فریدون علیخانی                     | فرخ آهی                | فرخ آهی                               |
| مرتضی              | فکر تو              | فریدون علیخانی                     | مرتضی                  | فرخ آهی                               |
| مرتضی              | تفنگ                | محلی لری                           | محلی لری               | فرخ آهی                               |
| مرتضی              | ملکه مشرق           | مسعود امینی                        | مرتضی                  | فرخ آهی                               |
| مرتضی              | مرا ببوس            | حیدر رقابی                         | مجید وفادار            | فرخ آهی                               |
| مرتضی              | جلاد                | لیلا کسری (هدیه)                   | فرخ آهی                | فرخ آهی                               |
| مرتضی              | گل شراب             | لیلا کسری (هدیه)                   | فرخ آهی                | فرخ آهی                               |
| مرتضی              | شب جنگه روز جنگه    | محلی قشقایی                        | محلی قشقایی            | فرخ آهی                               |
| مرتضی              | باغ عسل             | لیلا کسری (هدیه)                   | فرخ آهی                | فیروزه افشار                          |
| مرتضی              | هیچکی مثل تو نمیشه  | فریدون علیخانی                     | مرتضی                  | فرخ آهی                               |
| منصور              | فراری               | بابک روزبه                         | منصور                  | فرخ آهی                               |
| منصور              | مرا ببوس            | بابک روزبه                         | منصور                  | فرخ آهی                               |
| مکابیز             | عشق ممنوع           | پاکسیما زکی‌پور                     | فرخ آهی                | فرخ آهی                               |
| مکابیز             | فصل غم              | پاکسیما زکی‌پور و سعید محمدی        | شب مامی                | فرخ آهی                               |
| مکابیز             | ناقلای لجباز        | پاکسیما زکی‌پور                     | فرخ آهی                | دیوید بتسامو                          |
| مکابیز             | دروغگو              | پاکسیما زکی‌پور                     | فرخ آهی                | فرخ آهی و فیروزه افشار و دیوید بتسامو |
| مکابیز             | مسافر               | جهانبخش پازوکی                     | جهانبخش پازوکی         | فرخ آهی                               |
| مکابیز و اندی      | نفرین               | پاکسیما زکی‌پور                     | فرخ آهی و کیکی         | فرخ آهی                               |
| مکابیز             | فاصله               | پاکسیما زکی‌پور                     | فرخ آهی                | فرخ آهی                               |
| مکابیز             | اسیر                | پاکسیما زکی‌پور                     | فرخ آهی                | فرخ آهی                               |
| مکابیز             | نگو نه              | پاکسیما زکی‌پور                     | فرخ آهی                | شوبرت آواکیان                         |
| مکابیز             | گل اندام            | پاکسیما زکی‌پور                     | فرخ آهی                | فرخ آهی                               |
| مهرداد آسمانی      | اینور دنیا          | همایون هوشیارنژاد                  | بازسازی                | فرخ آهی                               |
| هوشمند عقیلی       | خالق عالم           |                                    | فرخ آهی                | فرخ آهی                               |